# M44-houwitser
De M44-houwitser is een Amerikaans stuk gemechaniseerde artillerie waarvoor het chassis van de M41 Walker Bulldog-tank is gebruikt. Het werd geïntroduceerd in de vroege jaren vijftig, maar door gebreken in het ontwerp kon hij niet in actie komen in de Koreaanse Oorlog. Het apparaat werd aangeschaft door de legers van de Verenigde Staten, West-Duitsland, Italië en het Verenigd Koninkrijk en bleef tot het einde van de Koude Oorlog in gebruik en zelfs langer in het Turkse leger. De houwitser had een kaliber van 155 millimeter.

## Geschiedenis
In september 1947 werd de opdracht gegeven een opvolger voor de Amerikaanse M41 Howitzer Motor Carriage te ontwikkelen. Deze was in de laatste fase van de Tweede Wereldoorlog op de slagvelden verschenen. Het nieuwe ontwerp was gebaseerd op het chassis en aandrijflijn van de modernere M41 Walker Bulldog, een lichte tank. Dit leidde tot een verbetering van de mobiliteit in terrein in vergelijking tot de M41 Howitzer Motor Carriage.
Een belangrijke verbetering was verder de plaatsing van de houwitser in een afgesloten compartiment waardoor de vijfkoppige bemanning enige bescherming kreeg, zelfs bij het afvuren van het kanon. Het 155mm-houwitser was van het type M114 met een aangepast en compacter terugslagsysteem. De M114 was in 1942 in productie gekomen en in totaal zijn er meer dan 10.000 exemplaren van gemaakt.
Het eerste prototype kreeg de aanduiding T99E1. Vanwege de Koreaanse Oorlog wilde het leger zo snel als mogelijk de houwitser kunnen inzetten en de productie begon al voordat het testen was voltooid. Nadat het bedrijf Massey Harris 250 stuks had gemaakt, kwam men tot de ontdekking dat bij het afvuren van de houwitser giftige dampen in het geschutcompartiment vrijkwamen. De productie werd stilgelegd om het probleem op te lossen.
Er kwam een herzien ontwerp, de T194E1, met als belangrijkste verschil een open bemanningscompartiment waardoor de dampen snel werden afgevoerd, maar dit ging ten koste van de bescherming van de bemanning. De reeds geproduceerde voertuigen werden aangepast en kregen de aanduiding M44. In 1954 kwamen de eerste exemplaren bij de eenheden.
De voertuigen kregen een Continental zescilinder benzinemotor van het type AOS-895-3. Deze leverde een vermogen van 450 paardenkracht. Vanaf 1956 werd deze vervangen door AOS-895-6-motoren van dezelfde fabrikant. Deze had een injectiemotor en was zuiniger in gebruik. Bijna alle exemplaren kregen deze verbeterde motor en de nieuwe aanduiding M44A1.
De M44A1 deed in het Amerikaanse leger dienst tot 1963, toen stroomde de opvolger in, de M109-houwitser.
De M44 werd geëxporteerd naar West-Duitsland, België, Italië, het Verenigd Koninkrijk (waar hij de "Cardinal" werd genoemd volgens de toen gebruikelijke naamgevingsconventie voor gemotoriseerde artillerie) en Turkije. In België deed de M44 dienst van 1956 tot 1967, maar in 1983 waren er nog altijd 25 exemplaren in de Belgische depots.

## Beschrijving
Het chassis van de M41 Walker Buldog werd als basis gebruikt. Het leger wilde daarmee de levering van onderdelen en het onderhoud versimpelen.
De benzinemotor en versnellingsbak zaten voorin het voertuig en achterin stond de houwitser opgesteld en was er plaats voor de bemanning en bestuurder. De bestuurder zat links van de loop achter een windscherm. Achter de chauffeur stond de commandant die ook de zware mitrailleur bediende. Achterop het voertuig was een spade geïnstalleerd die werd gezakt wanneer het vuren begon, dit zorgde voor stabiliteit en absorbeerde een deel van de terugslag. De munitie zat helemaal achterin, achter twee halve stalen deuren die naar links en rechts geopend werden. Er konden 24 granaten worden meegenomen.
De houwitser was niet volledig draaibaar, de elevatie lag tussen -5 en 65 graden en de loop kon 30 graden naar links en rechts draaien. Het apparaat kon diverse granaten afvuren, zoals hoogexplosief, licht- en rookgranaten. Het maximale schietbereik was ongeveer 16 kilometer. De granaten wogen tussen de 41 en 46 kilogram, afhankelijk van het type.
De bemanning was deels beschermd door pantserplaten met een dikte van 12 millimeter.
Het voertuig had brandstoftanks met een capaciteit van 568 liter. Dit gaf het een bereik van 122 kilometer en 132 kilometer met de modernere injectiemotor.

## Varianten
- T99E1: Prototype met afgesloten ruimte voor de bemanning.
- T194E1 en M44: herzien productiemodel met open bovenkant.
- M44A1: M44s met injectiemotor AOS-895-6, vergroot bereik tot 132 kilometer.
- M44T: 222 Turkse voertuigen gemoderniseerd met 36 kaliber 155mm-houwitsers met een bereik van bijna 25 kilometer, nieuwe zuiniger dieselmotoren met een sterk vergroot bereik, opnieuw geconfigureerde bestuurdersstoel, vuurleiding en andere upgrades. Deze aanpassingen zijn uitgevoerd tussen 1986 en 1992 door het Duitse Rheinmetall.[2]

- De M52-houwitser was een bijna identiek voertuig met als belangrijkste verschil een 105mm-houwitser.

## Galerij

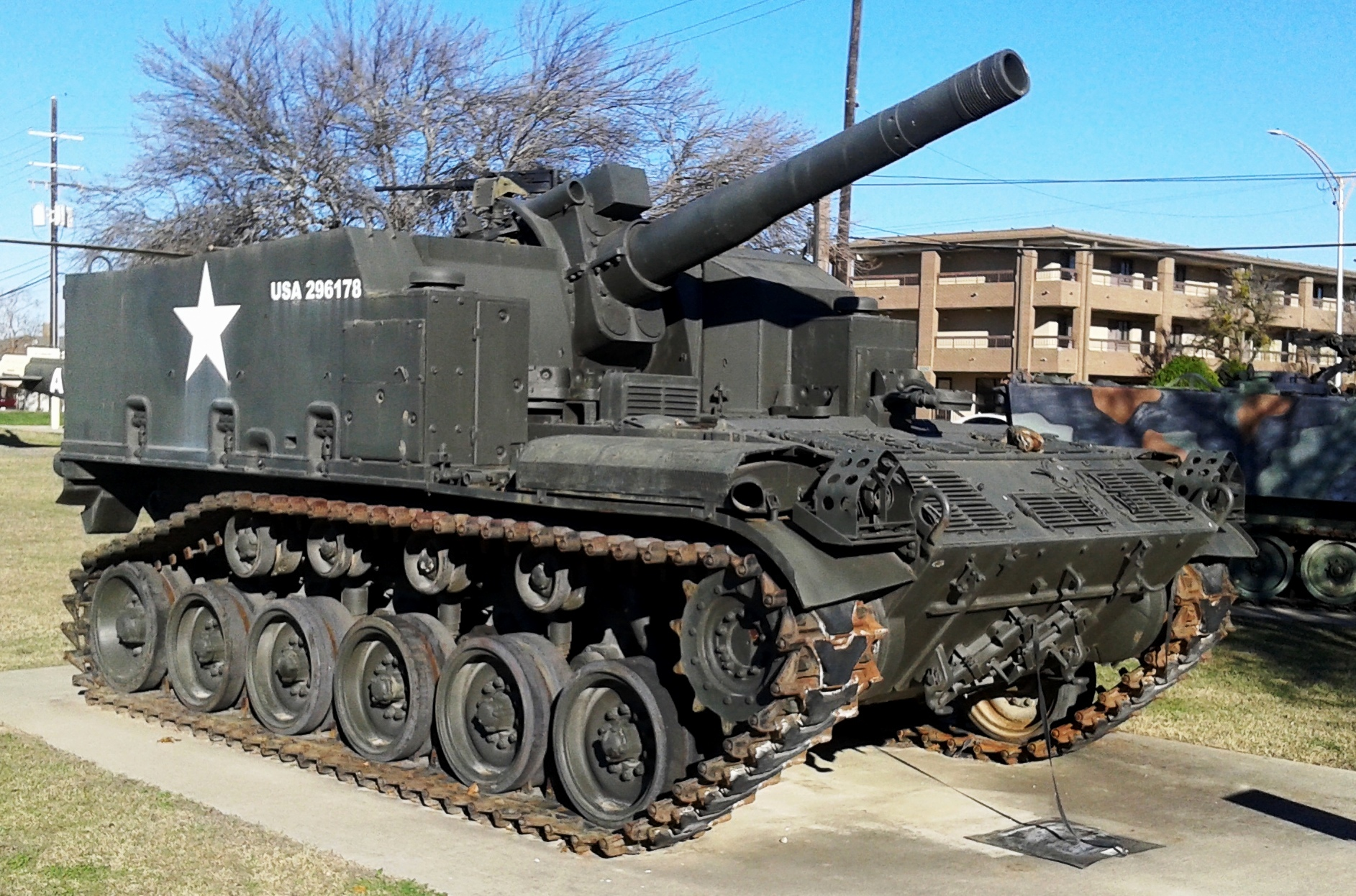
Amerikaanse M44-houwitser
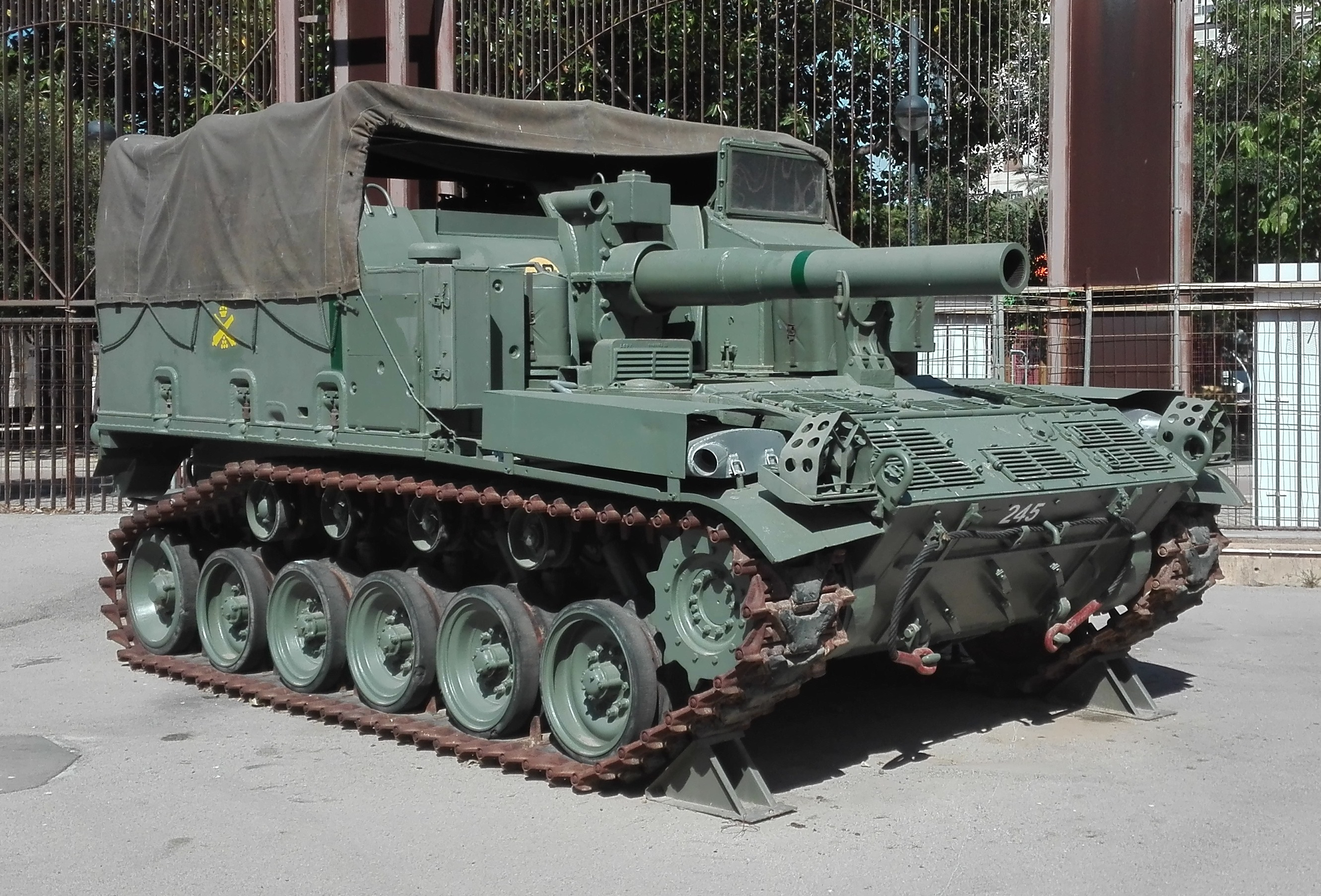
M44 van het Spaanse leger met canvas dak boven ruimte voor bemanning
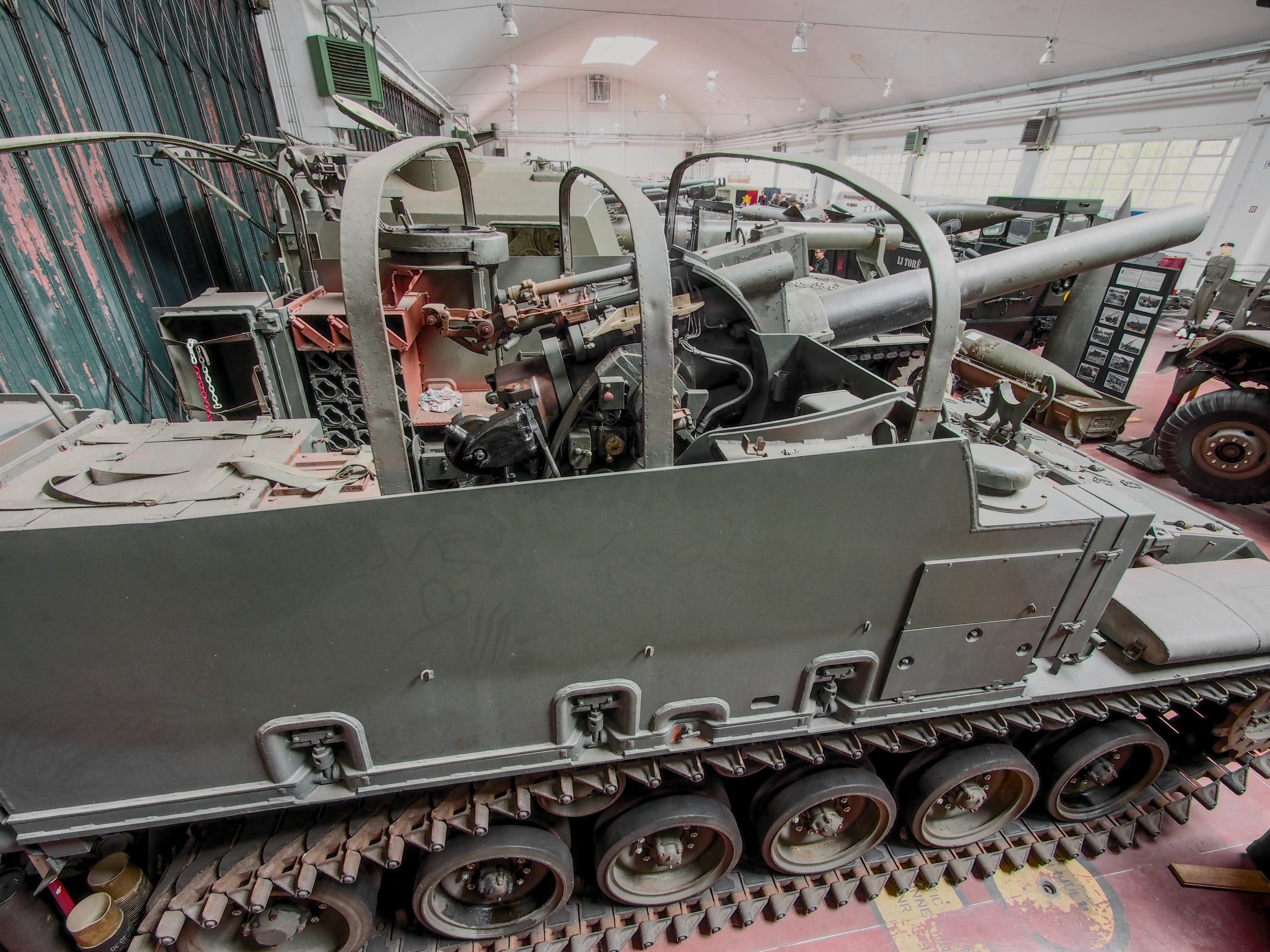
M44 in het Belgische Site Gunfire Brasschaat-Museum
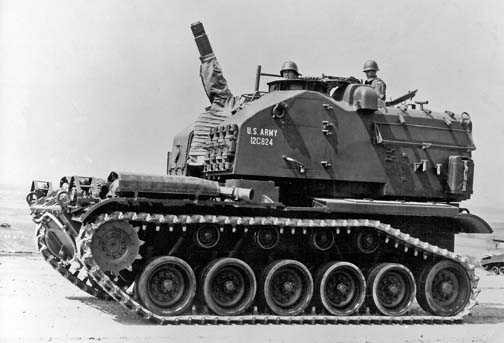
M52-houwitser